# Fort Ord National Monument

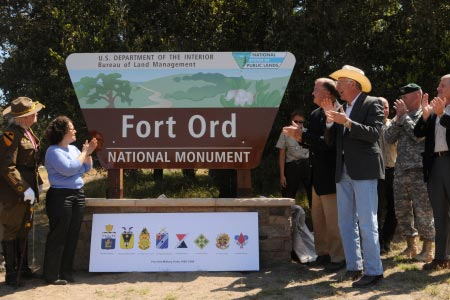
Enthüllung des Fort Ord National Monument Schildes 2012

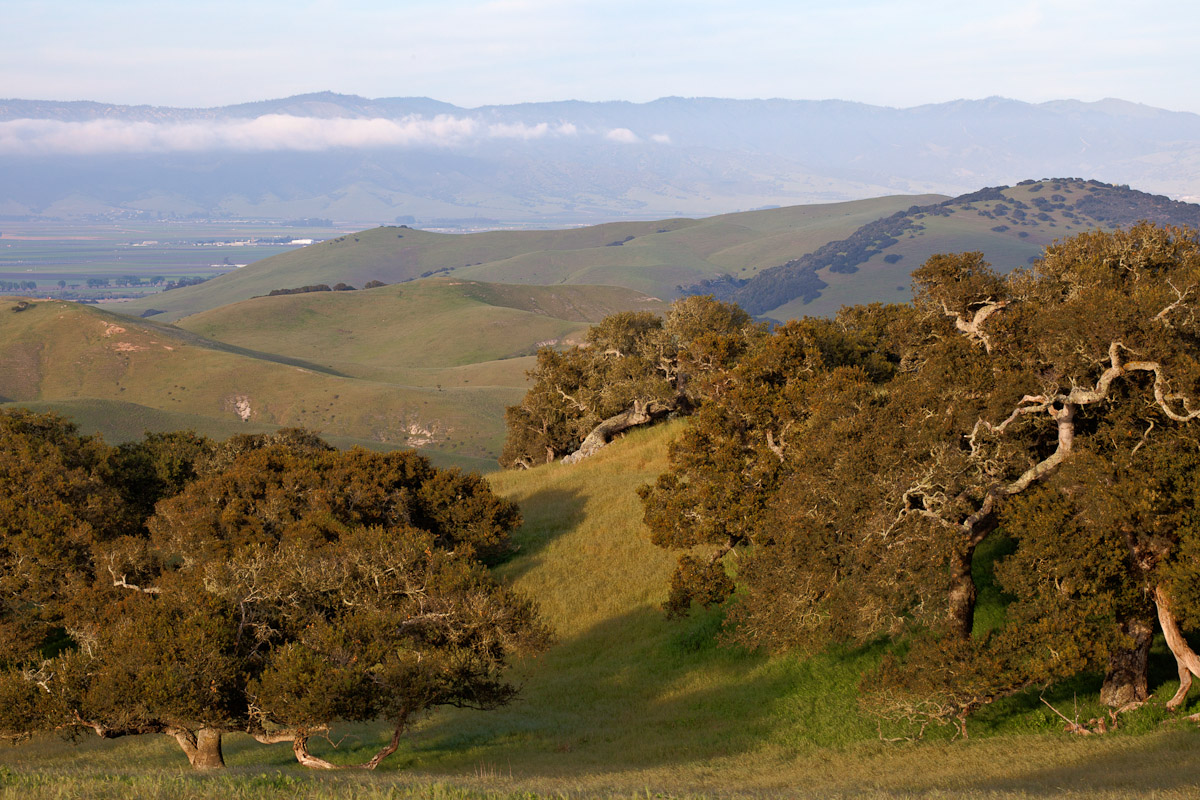
Landschaft im National Monument

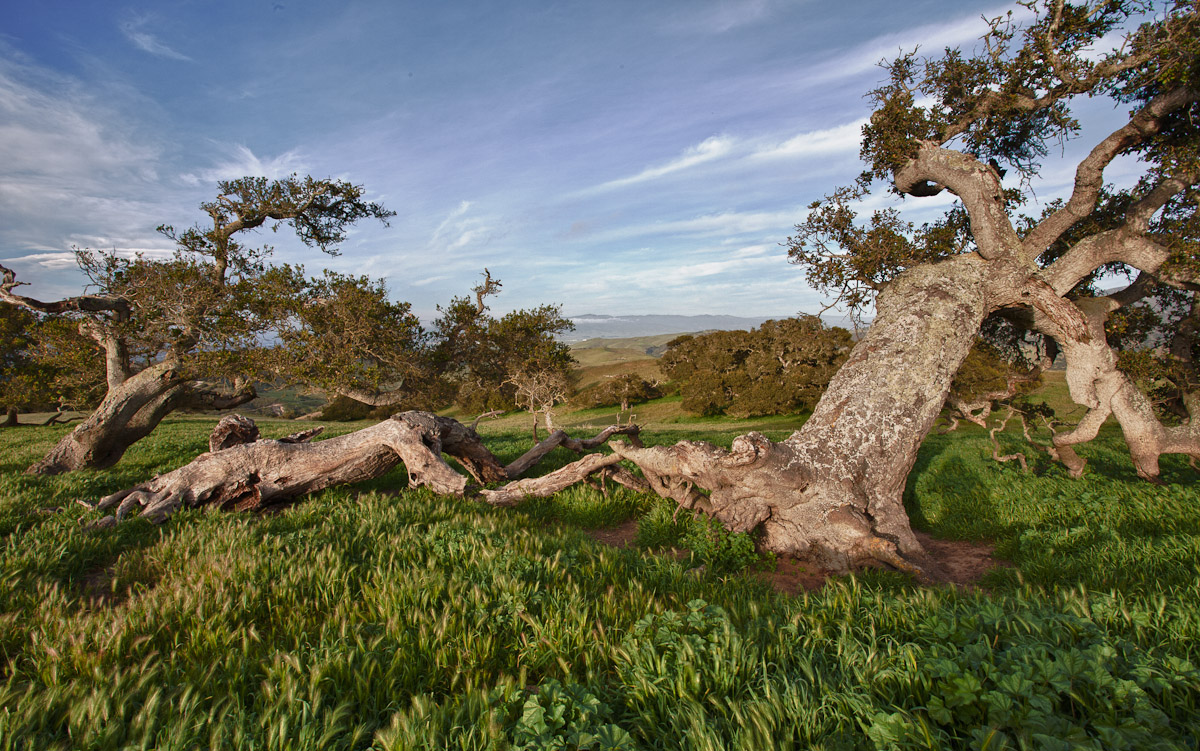
Eiche im National Monument

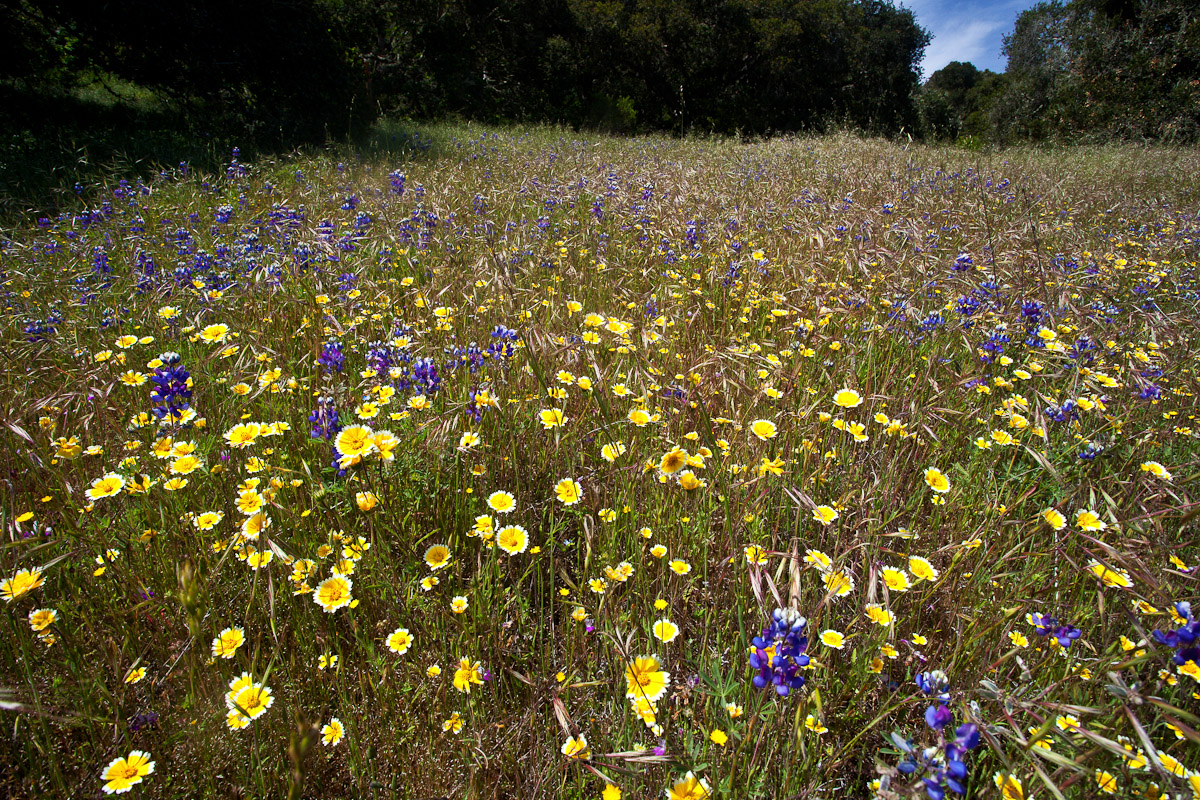
Blumenwiese im Gebiet

Das Fort Ord National Monument ist ein US-amerikanisches National Monument im Monterey County in Kalifornien. Es wurde durch Präsident Barack Obama durch eine Presidential Proclamation am 20. April 2012 mit einer Flächengröße von 14.651 Acres  ausgewiesen. Das National Monument umfasst das Hinterland des jetzt geschlossenen Truppenübungsplatzes Fort Ord der United States Army. Der Fort Ord Dunes State Park umfasst den Küstenteil des früheren Truppenübungsplatzes. Der Fort Ord Dunes State Park mit einer Flächengröße von 980 Acres (400 ha) wurde 2009 ausgewiesen. Beide Schutzgebiete sind durch Siedlungsbereiche getrennt, welche früher auch Teil des Truppenübungsplatzes waren und heute von der California State University, Monterey Bay und für kommerzielle Zwecke genutzt werden. Das Bureau of Land Management (BLM) ist für das Management zuständig. Das BLM betreute 2012 nur 7200 Acres. Auf der restlichen Fläche muss die U.S. Army erst sämtliche Blindgänger räumen, bevor das BLM diese Flächen übernehmen kann.

## Renaturierung und Lebensräume des National Monuments
Das Gebiet des Truppenübungsplatzes beherbergte einst 15 Schießstände, darunter auch solche für Geschütze und Panzer, der Army. Bei der noch laufenden Renaturierung durch die US Army entfernt man bleihaltigen Boden, insbesondere an den Schießstände, und man räumt das Gebiet von Munition bzw. Munitionsrückständen. Die Armee hat auf 162.800 Yards bleihaltige Böden und 719.000 Pfund Munitionsrückstände geborgen. Wegen der Munitionsrückstände sind Teilgebiete für Besucher gesperrt bzw. Wanderer dürfen einige Wanderwege nicht verlassen. Es stehen aktuell mehr als 86 Miles Wege für Wanderer, Radfahrer und Reiter bereit.
Im Schutzgebiet befinden sich Chaparral, Eichenwäldern und Grasland mit einer großen Vielfalt an Pflanzen und Tieren. Es kommen vom Aussterben bedrohte Arten wie Smith’s blue Butterfly (Euphilotes enoptes smithi), Kalifornischer Tiger-Querzahnmolch (Ambystoma californiense) und Contra Costa goldfields (Lasthenia conjugens) vor. Vorkommen seltener und endemischer Pflanzen- und Tierarten sollen durch einen Managementplan gefördert werden. Es ist einer der wenigen verbliebenen Orte der Welt an dem große Flächen von Küsten-Chaparral, Eichenwäldern und Savannenlebensräume gemischt existieren.

## Truppenübungsplatz Fort Ord
Die US-Regierung kaufte 1917 15.000 Acres Land für die Ausbildung von Soldaten. Im Camp Gigling führte man Geländeübungen, ferner Training von Kavallerie- und Feldartillerieeinheiten die in Presidio stationiert waren. Den Truppenübungsplatz benannte die Army 1933 in Camp Ord um. Die Namensgebung erfolgte nach Generalmajor Edward Otho Cresap Ord, der für die Union im Sezessionskrieg gekämpft hatte. Die Messehallen und Kavalleriepferdeställe waren die ersten permanenten Bauten die 1938 im Fort gebaut wurden. Camp Ord wurde 1940 in Fort Ord umbenannt und mit Kasernen und einem Flugplatz ausgebaut. Während des Zweiten Weltkriegs, des Koreakrieges und des Vietnamkrieges war Fort Ord einer der wichtigsten Ausbildungsstützpunkte der Army. Mehr als 1.500.000 Soldaten wurden zwischen 1940 und 1973 in Fort Ord ausgebildet. Von 1940 bis 1994 war die 7th Infantry Division mit Unterbrechungen in Fort Ord stationiert. 1991 begann die US Army die Schließung vorzubereiten und 1994 erfolgte die Schließung. In einem kleinen Teilgebiet des früheren Truppenübungsplatzes übt die US Army weiterhin.